# Heluo (köping i Kina, Henan)
Heluo (kinesiska: 河洛, 河洛镇) är en köping i Kina. Den ligger i provinsen Henan, i den centrala delen av landet, omkring 49 kilometer väster om provinshuvudstaden Zhengzhou. Antalet invånare är 30 493. Befolkningen består av 15 065 kvinnor och 15 428 män. Barn under 15 år utgör 14,0 %, vuxna 15-64 år 72 %, och äldre över 65 år 12,0 %.
Genomsnittlig årsnederbörd är 617 millimeter. Den regnigaste månaden är juli, med i genomsnitt 126 mm nederbörd, och den torraste är december, med 4 mm nederbörd.